# Beji Timur
Beji Timur is een bestuurslaag in het regentschap Depok van de provincie West-Java, Indonesië. Beji Timur telt 10.275 inwoners (volkstelling 2010).